# 徳光和夫の週刊ジャイアンツ
『徳光和夫の週刊ジャイアンツ』（とくみつかずおのしゅうかんジャイアンツ）は、CS放送日テレジータスで放送されていた読売ジャイアンツの情報番組である。

## 概要
2012年4月より放送開始。
日本テレビ放送網のアナウンサー時代より、巨人軍をこよなく愛してきたフリーアナウンサーでタレントの徳光和夫が、巨人軍を題材にした情報番組に初司会したものである。
番組では、毎週の巨人軍の試合について、徳光と日テレ系プロ野球解説者が鋭く分析し、また選手へのインタビューなどを展開した。レギュラーシーズン終了後は、巨人軍の優勝パレードやファン感謝デーなどの模様を随時放送していた。
なお本番組において、公式戦のダイジェストは巨人が勝った試合のみ放映された。
2022年3月28日、500回記念の放送をもって最終回となり、丸10年の歴史に幕を下ろした。
日テレジータスの読売ジャイアンツ情報番組は、同年4月4日放送開始の新番組『超ジャイアンツ』（司会：宮本和知）が引き継ぎ、徳光は日テレジータス公式YouTubeチャンネル『徳光和夫の人生ジャイアンツ』に出演することが明らかになった。

## 放送日時
- 初回放送　月曜20:00-21:30（生放送）
- 再放送　火曜または水曜
月曜日に巨人主催、またはビジターの試合で日テレ系地上波との同時放送がある場合は、別の平日にそれらが行われない日に放送。
- 2015年度のオフシーズンは、月2回ペース（原則日曜日日中に初回放送）で、3時間スペシャルと称して放送する。
- 2015年シーズンまでは22:00からの放送で、原則当日収録の撮って出し（その日に中継があった場合のみ生放送）だった。
- 2017年7月10日は、東京ドームでジャイアンツのホームゲームがあり、この番組の放送日と重なった為、ジャイアンツ戦の試合前の東京ドームから生放送した。(東京ドーム内にあるジャイアンツプレ&ポストゲームショーのスタジオから生放送。）
- 2016年より月曜に日テレジータスで中継される「サントリードリームマッチ」は徳光が解説として参加するため、本番組は通常より2時間遅れで且つ事前収録したものが放送される。
- 派生番組として、毎年プロ野球が開幕する直前の日曜日の夕方（17:55-20:00）に当番組のラジオ版がラジオ日本で放送されている[注 1]。

## 出演者
特記のない人物は、日本テレビアナウンサー（久野は当時）。

### 最終回時点の出演者
司会
- 徳光和夫（元日本テレビアナウンサー）

アシスタント
- 久野静香

コメンテーター（週代わり、全員プロ野球解説者）
- 清水隆行
- 井端弘和
- 斎藤雅樹

### 過去の出演者
アシスタント
- 徳島えりか
- 後藤晴菜
- 笹崎里菜
- 計屋晴香（元チームヴィーナス）
- 陽菜えみる（タレント）
- 白井真緒（タレント）
- 春輝 (モデル)

コメンテーター
- 緒方耕一（現・東京ヤクルトスワローズ二軍走塁コーチ）
- 吉村禎章（現・読売ジャイアンツ球団編成副本部長 兼 国際部長）
- 水野雄仁（現・読売ジャイアンツスカウト部長）
- 元木大介（現・読売ジャイアンツヘッド 兼 オフェンスコーチ）